# كأس غامبيا
كأس غامبيا (بالإنجليزية: Gambian Cup)‏ ، هي بطولة رسمية لكرة القدم في غامبيا ، أسست سنة 1952م في فترة الإستعمار الإنجليزي لغامبيا ، وبعد الاستقلال أسست البطولة سنة 1966م.

## وصلة خارجية
- RSSSF.com